# Austriahütte
Die Austriahütte ist eine Schutzhütte der Sektion Austria des ÖAV in 1638 m ü. A. Höhe auf der Brandalm südlich des Hohen Dachsteins, dessen Südwand von hier aus gesehen beeindruckend aufragt. Sie ist die älteste Schutzhütte am Dachstein. Politisch gehört sie zur Gemeinde Ramsau im österreichischen Bundesland Steiermark. Aufgrund der leichten Erreichbarkeit ist die Austriahütte ein beliebtes Ausflugsziel für Wanderer. Weniger bedeutend ist sie für Bergsteiger, die zwar von hier aus größere Touren am Dachstein unternehmen können, jedoch ebenso mit der nahen Dachsteinsüdwandbahn (eine Luftseilbahn) die mühsamen Aufstiege verkürzen können.

## Geschichte
Die Hütte wurde 1880 als eines der ersten Schutzhäuser im Dachsteingebirge von der „Sektion Austria“ erbaut. Aufgrund des regen Besucherstroms musste sie bereits 1887 erweitert werden. Der Standort auf der Brandalm wurde ausgewählt, da man von der Hütte aus einen guten Ausblick auf die bekannte Südwand des Dachsteins sowie zur Bischofsmütze und ebenso zu den Niederen und Hohen Tauern hat. 1932 erfolgte ein Neubau, seit dessen Fertigstellung wird das Haus ganzjährig bewirtschaftet und häufig als Ferien- und Skiheim genutzt. Heute ist in mehreren Räumen das Alpinmuseum Dachstein untergebracht.

## Bildergalerie

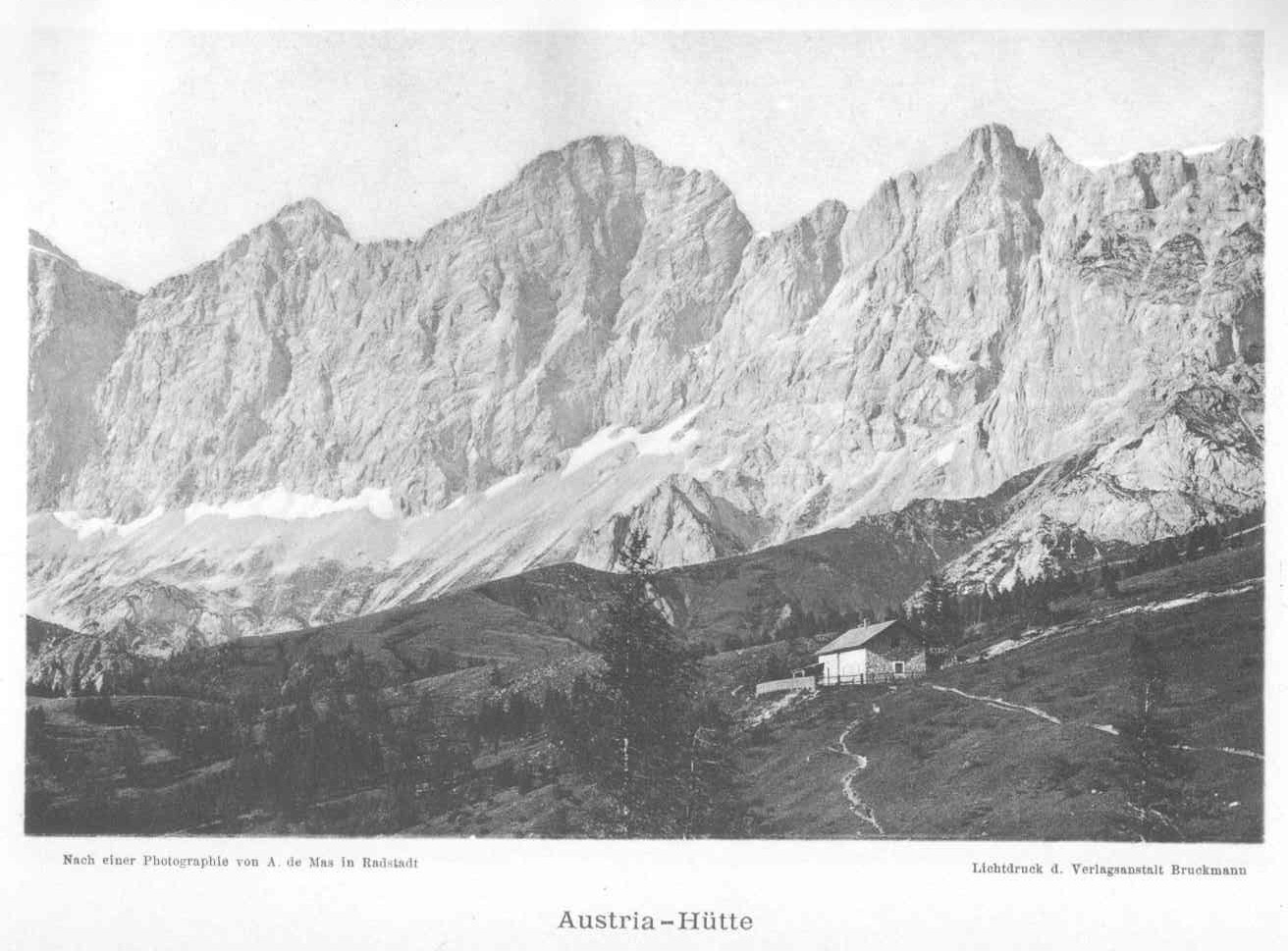
Historische Aufnahme aus den 1890er Jahren
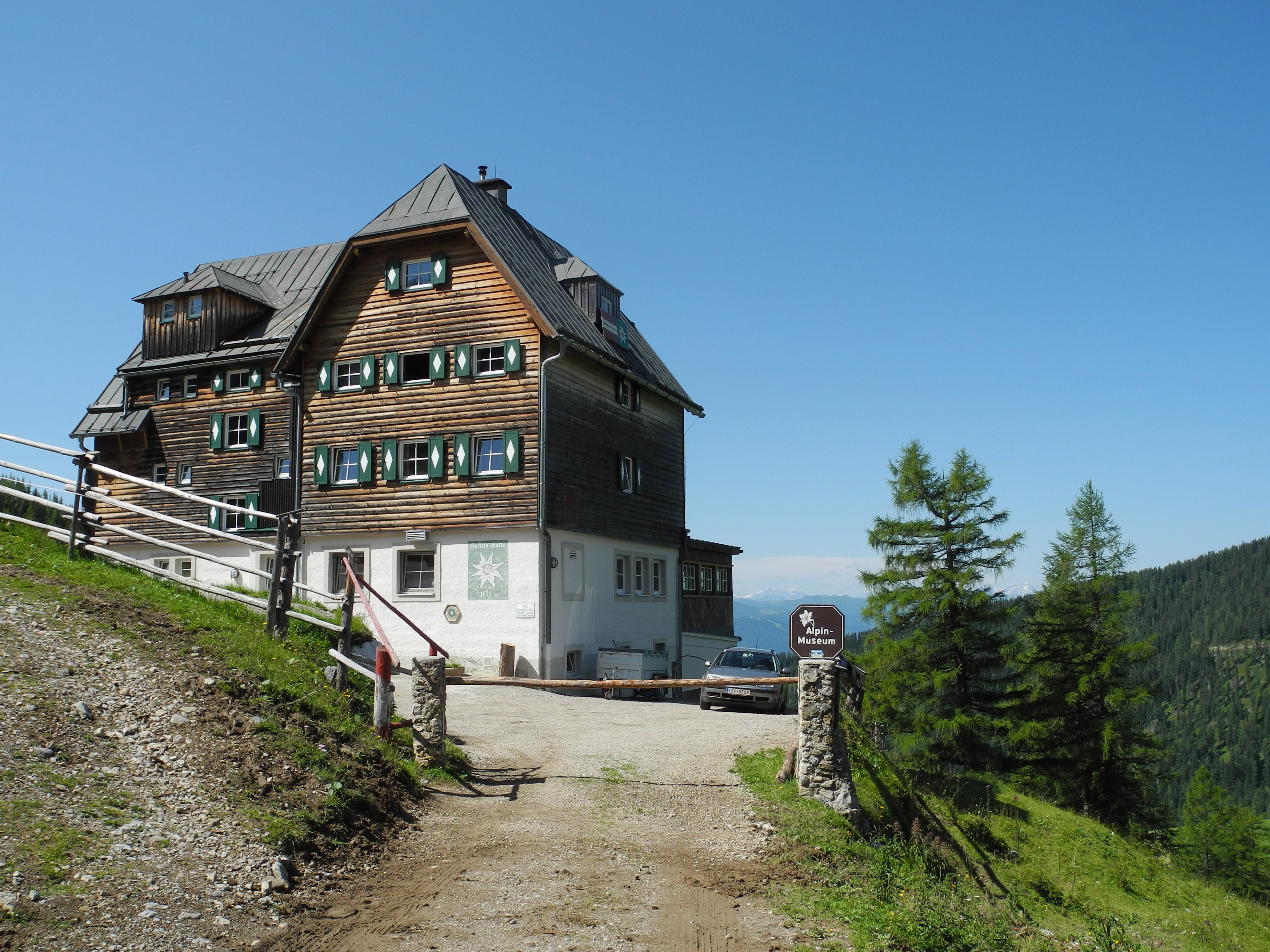
Nordostansicht der Austriahütte
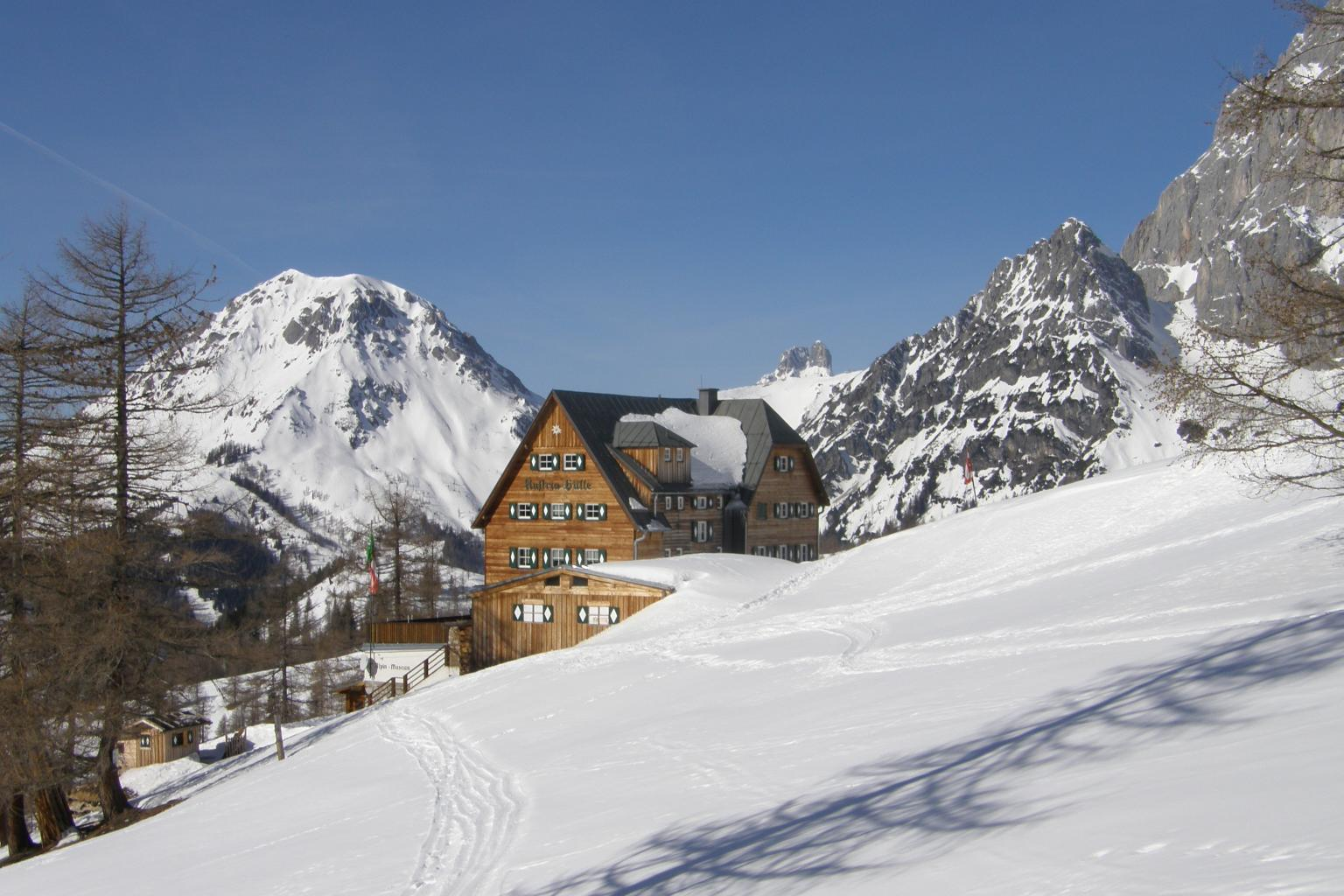
Gegen Rötelstein und Bischofsmütze

## Zugänge
- Von der Türlwandhütte (1700 m, Parkplatz, über Mautstraße) auf dem Höhenweg, Gehzeit: 30 Minuten
- Von Ramsau am Dachstein über Edelbrunn und Brandriedel, leicht, Gehzeit: 1,5 Stunden

## Übergänge
- Dachsteinsüdwandhütte (1871 m) über Türlwandhütte, leicht, Gehzeit: 1,25 Stunden
- Seethalerhütte (2740 m) über Südwandhütte, Hunerscharte und Gletscherweg, leicht, Gehzeit: 4,5 Stunden
- Simonyhütte (2205 m) über Südwandhütte, Hunerscharte und Hallstätter Gletscher, mittel, Gehzeit: 5 Stunden
- Guttenberghaus (2146 m) über Edelgrießscharte und Ramsauer Höhenweg, mittel, Gehzeit: 5 Stunden
- Guttenberghaus über Edelgrießscharte und Ramsauer Klettersteig, schwer, Gehzeit: 6 Stunden

## Gipfelbesteigungen
- Brandriedel (1725 m), leichter Hüttengipfel, Gehzeit: 20 Minuten
- Großer  Koppenkarstein (2865 m) über Edelgrieß, Walchersteig, Austriascharte und Westgrat-Klettersteig, nur für Geübte, Gehzeit: 4 Stunden
- Hoher Gjaidstein (2794 m) über Südwandhütte, Hunerscharte und Gjaidsteinsattel, mittel, Gehzeit: 4,5 Stunden
- Raucheck (2192 m) über Südwandhütte, Pernerweg, Tor und Nordflanke, mittel, Gehzeit: 3,5 Stunden

## Karten
- Alpenvereinskarte Blatt 14 Dachstein (1:25.000)[1]